# 브래들리 월시
브래들리 월시(Bradley Walsh, 1960년 6월 4일 ~ )는 잉글랜드의 배우, 희극인, 전직 축구 선수이다.

## 출연 작품
- 선트랩 (2015)
- 로 앤 오더: UK 시즌8 (2014)
- 로 앤 오더: UK 시즌7 (2013)
- 로 앤 오더: UK 시즌6 (2011)
- 로 앤 오더: UK 시즌5 (2011)
- 로 앤 오더: UK 시즌4 (2010)
- 로 앤 오더: UK 시즌2 (2009)
- 로 앤 오더: UK 시즌1 (2009)
- 더 올드 큐리어시티 샵 (2007)
- 마이크 바셋 (2001)
- 코로네이션 스트리트 (1960)